# Чаровница (DC Comics)
Чародейка (англ. Enchantress), настоящее имя Джун Мун (англ. June Moone) — вымышленный персонаж, супергерой и суперзлодей вселенной DC Comics. Была создана Бобом Хани и Говардом Перселлом, дебют состоялся в Strange Adventures #187 (апрель 1966).

## История публикаций
Впервые Чаровница (или «The Switcheroo-Witcheroo», как она была указана на обложке) появилась в девятистраничном главном сюжете Strange Adventures #187 (апрель 1966), являвшемся главным научно-фантастическим изданием National Comics (в настоящее время DC Comics). В дальнейшем была персонажем двух восьмистраничных сюжетов в Strange Adventures #191 (август 1966) и #200 (май 1967), придуманная Бобом Хани вместе с Говардом Перселлом (который и нарисовал её). Первые две истории были перепечатаны в Adventure Comics #417 (март 1972) и #419 (май 1972), что стало для неё единственным появлением в 1970-х годах. Позже Чаровница была участницей двух взаимосвязанных историй Супергёрл в серии комиксов Семья Супермена #204-205 (ноябрь/декабрь 1980-январь/февраль 1981) Автор Джек К. Харрис и художник Тревор Фон Иден предложили издательству концепцию команды из женщин-супергероев под названием «Power Squad», куда входила и этот персонаж, но инициатива не получила одобрения. В составе Забытых Злодеев принимала участие в состоявшей из двух частей истории комикса DC Comics Presents #77-78 (январь-февраль 1985) Была одним из супер-героев кроссовера Легенды #3 (январь 1987) и Legends #6 (April 1987), вслед за которыми появилась в посвящённом основанию Отряда самоубийц Secret Origins vol. 2 #14 (май 1987) и последовавшими за этим выпускам серии комиксов Отряд самоубийц #1-8 (май 1987-декабрь 1987) и #12-16 (апрель 1988-август 1988) авторства Джона Острандера; а также в The Spectre vol. 2 #11 (февраль 1988).
Герой вернулся в комиксах Зелёный фонарь vol. 3 #118 (ноябрь 1999) и День правосудия #1-5 (ноябрь 1999 г.). Далее появилась в минисерии JLA: Black Baptism #1-4 (май — август 2001 г.), после чего снова возникла в минисерии День мести #1-5 (июнь 2005 — ноябрь 2005 гг.) и следовавших за её событиями первых 16 выпусках серии комиксов Теневой пакт (июль 2006 — октябрь 2007 гг.). В то же время приняла участие в кроссовере Последний отсчёт #29 (17 октября 2007 г.) и #28 (24 октября 2007 г.), и связанным с нимОбратному отсчёту к тайне #1 (ноябрь 2007 г.) и Испытаниям Шазама! #11 (март 2008).
После отмены Shadowpact, персонаж иногда появлялся во вселенной DC: DC Universe Holiday Special (2008), минисерия Reign in Hell #2-8 (сентябрь 2008 — апрель 2009) и Action Comics #885 (март 2010 г.) (часть нового сюжетного цикла, связанного с ограниченной серией Война Супермена').
В ходе проведённого DC в сентябре 2011 г. перезапуска своих основных сюжетных линий, была создана новая команда супергероев с магическими способностями Justice League Dark. Их первым противником стала сошедшая с ума Чаровница.

## Вне комиксов

### Кино
- Появляется в качестве камео в анимационном фильме Лига Справедливости: Парадокс источника конфликта (2013 год).
- Джун Мун / Чаровница появляется в фильме Отряд самоубийц (2016 год), где её роль исполнила модель Кара Делевинь. В ходе археологической экспедиции доктор Джун Мун находит в древнем храме тотем, содержащий дух ведьмы и древнего божества Чаровницы. Богиня находит себе прибежище в теле девушки, но получать полный контроль над девушкой она может лишь после произнесения Джун своего имени. Позже археолог начинает встречаться с агентом спецподразделения США А.Р.Г.У.С. Риком Флагом. Его начальник Аманда Уоллер под угрозой уничтожения настоящего сердца принуждает Чаровницу работать в интересах правительства США в специально созданном из наиболее опасных преступников Отряде самоубийц. Но той удаётся выкрасть своё сердце и призвать в этот мир своего божественного брата Инкубуса, вместе с которым решает уничтожить человечество с помощью специального портала. Однако Отряду самоубийц удаётся расправиться с её слугами, уничтожить оружие и убить богиню, освободив от её власти Джун Мун.

### Компьютерные игры
- Является доступным персонажем в Scribblenauts Unmasked: A DC Comics Adventure.
- Является доступным персонажем в мобильной игре DC Legends.
- Является загружаемым персонажем в видеоигре Injustice 2, где была озвучена Бренди Копп.

### Телевидение
- Является персонажем телевизионного анимационного сериала DC Super Hero Girls, где её озвучила Эйприл Стюарт